# Château de la Johannie
Le château de la Johannie est un château français situé dans la commune de Curemonte en Corrèze, en Nouvelle-Aquitaine.

## Historique
Cette maison féodale a été bâtie au XIVe siècle, par les Jean.
Jean en latin se dit Johannes, donc « château des Jean », ils sont à Curemonte dès le XIIIe siècle. On trouve trace de Hugues de la Johannie, damoiseau de Curemonte en 1405, qui rend hommage au vicomte de Turenne.
Puis, la demeure est achetée par Sieur Lebrun, un marchand de Martel. Il en dote sa fille qui épouse Pierre de Vassal en 1460. Mais les Vassal ont des dettes et ne peuvent entretenir cette maison. D'après les documents d'archive, la demeure tombe alors en ruine.
Au XVIe siècle, le château de la Johannie passe, par mariage, aux mains des Dambert puis à celle des Plas.
En 1971, la demeure est à nouveau restaurée. Revendue en 1987 à Pierre Wack, elle ne cesse d'être entretenue sous la houlette de l'architecte des Bâtiments Historiques.
Le château de la Johannie, sa façade, son toit, l'escalier à vis et ses quatre cheminées ont été inscrits à l'inventaire supplémentaires des monuments historiques le 22 novembre 1981.

## Architecture
Cette maison se compose de deux bâtiments en équerre. La tour carrée d'escalier située à la jonction des deux corps abrite l'escalier à vis qui dessert les deux bâtiments.